# Sulfid germaničitý
Sulfid germaničitý je anorganická sloučenina se vzorcem GeS2. Je to bílá nebo bezbarvá krystalická pevná látka, která taje při teplotě přibližně 800 °C.

## Historie
Sulfid germaničitý byl první známou sloučeninou germania, objevil jej Clemens Winkler během analýzy argyroditu. GeS2 není rozpustný v okyselené vodě, díky čemuž jej bylo možné oddělit od ostatních sloučenin.

## Podobné sloučeniny
- Sirouhlík
- Oxid germaničitý
- Selenid germaničitý
- Sulfid germanatý
- Sulfid olovičitý
- Sulfid křemičitý
- Sulfid cíničitý